# Every Chance I Get
Every Chance I Get è un singolo del disc jockey statunitense DJ Khaled, pubblicato il 18 giugno 2021 come quarto estratto dal dodicesimo album in studio Khaled Khaled da We the Best Music Group e Epic Records.

## Descrizione
Il brano vede la partecipazione dei rapper statunitensi Lil Baby e Lil Durk.

## Video musicale
Il video musicale, diretto da Joseph Kahn, è stato pubblicato il 4 maggio 2021 sul canale YouTube di DJ Khaled.

## Tracce
Testi e musiche di Khaled Khaled, Dominique Jones, Durk Banks e Brytavious Chambers.
1. Every Chance I Get (feat. Lil Baby e Lil Durk) – 3:57

## Classifiche

### Classifiche settimanali
| Classifica (2021) | Posizione massima |
| ----------------- | ----------------- |
| Canada            | 25                |
| Regno Unito       | 73                |
| Stati Uniti       | 20                |

### Classifiche di fine anno
| Classifica (2021) | Posizione |
| ----------------- | --------- |
| Stati Uniti       | 59        |